# Tyria
Tyria és un gènere de papallones nocturnes de la subfamília Arctiinae i la família Erebidae.

## Distribució i espècies
A Europa el gènere Tyria té una única espècie, l'àrctid del seneci (Tyria jacobaeae).
Altres espècies no europees són:
- Tyria albescens
- Tyria confluens
- Tyria divisa
- Tyria expallescens
- Tyria flavescens
- Tyria fulvescens
- Tyria gilleti
- Tyria grisescens
- Tyria nigrana
- Tyria ornata
- Tyria ortrudae
- Tyria pallens
- Tyria pallida
- Tyria senecionis
- Tyria tenuistriata

## Galeria

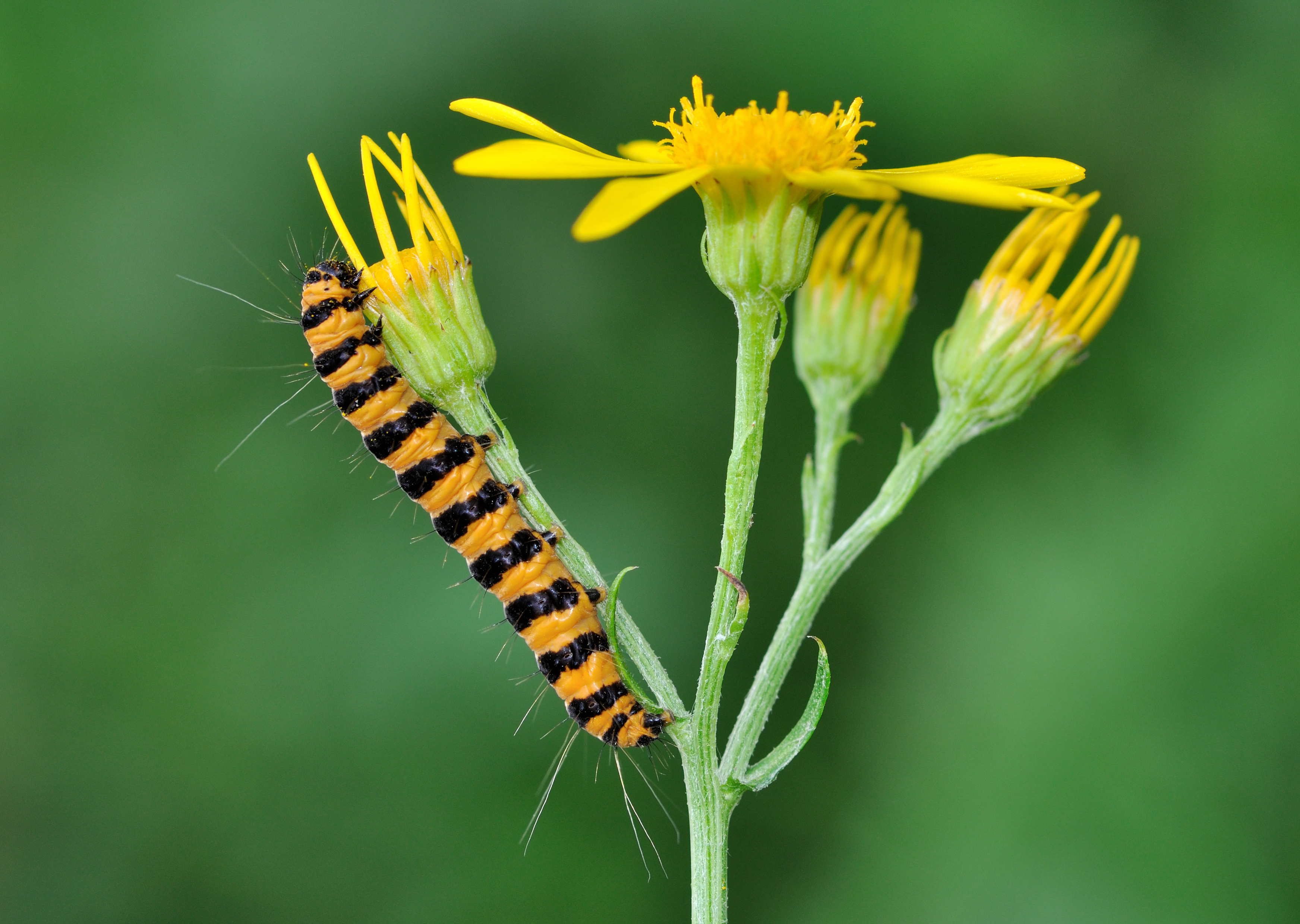
Tyria jacobaeae larva
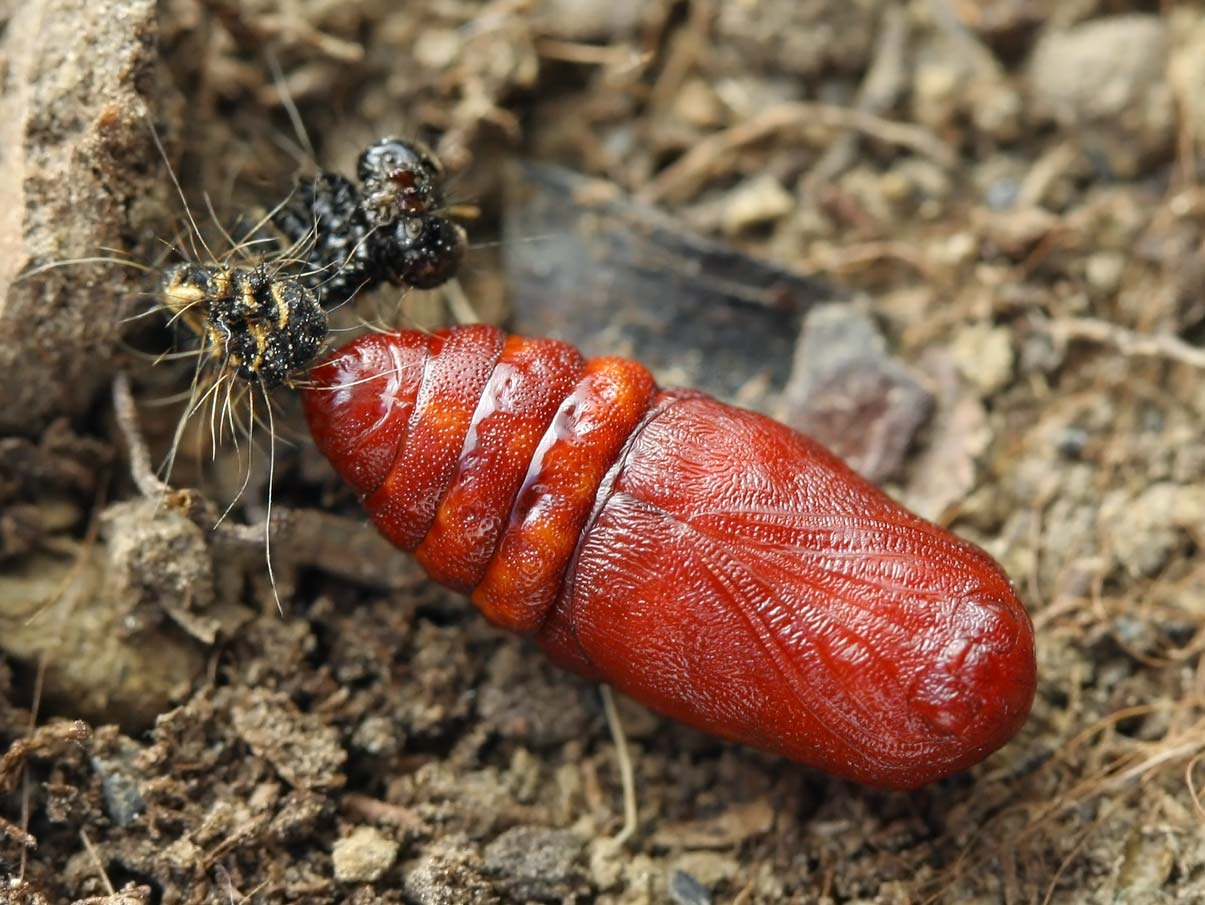
Tyria jacobaeae pupa
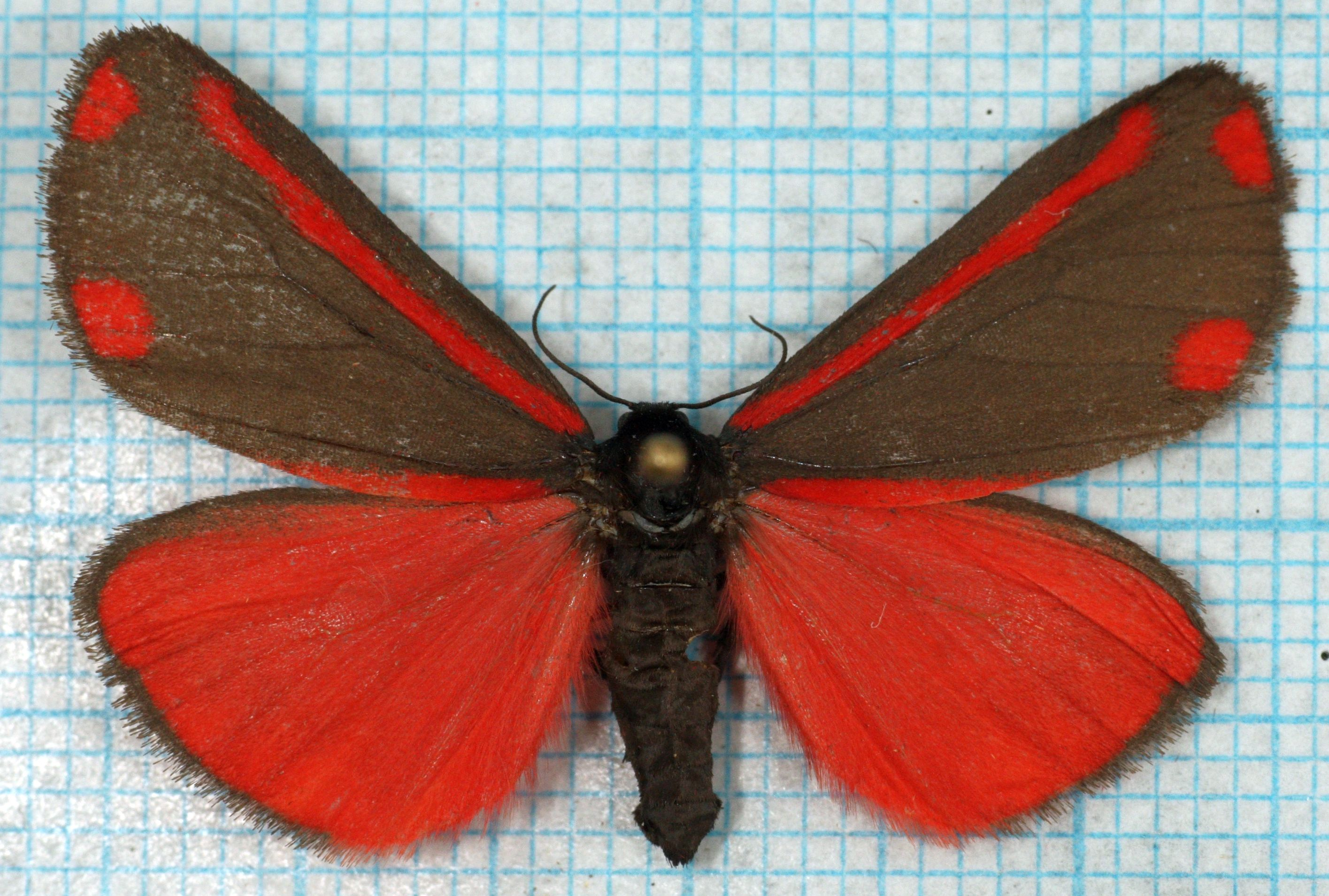
Tyria jacobaeae
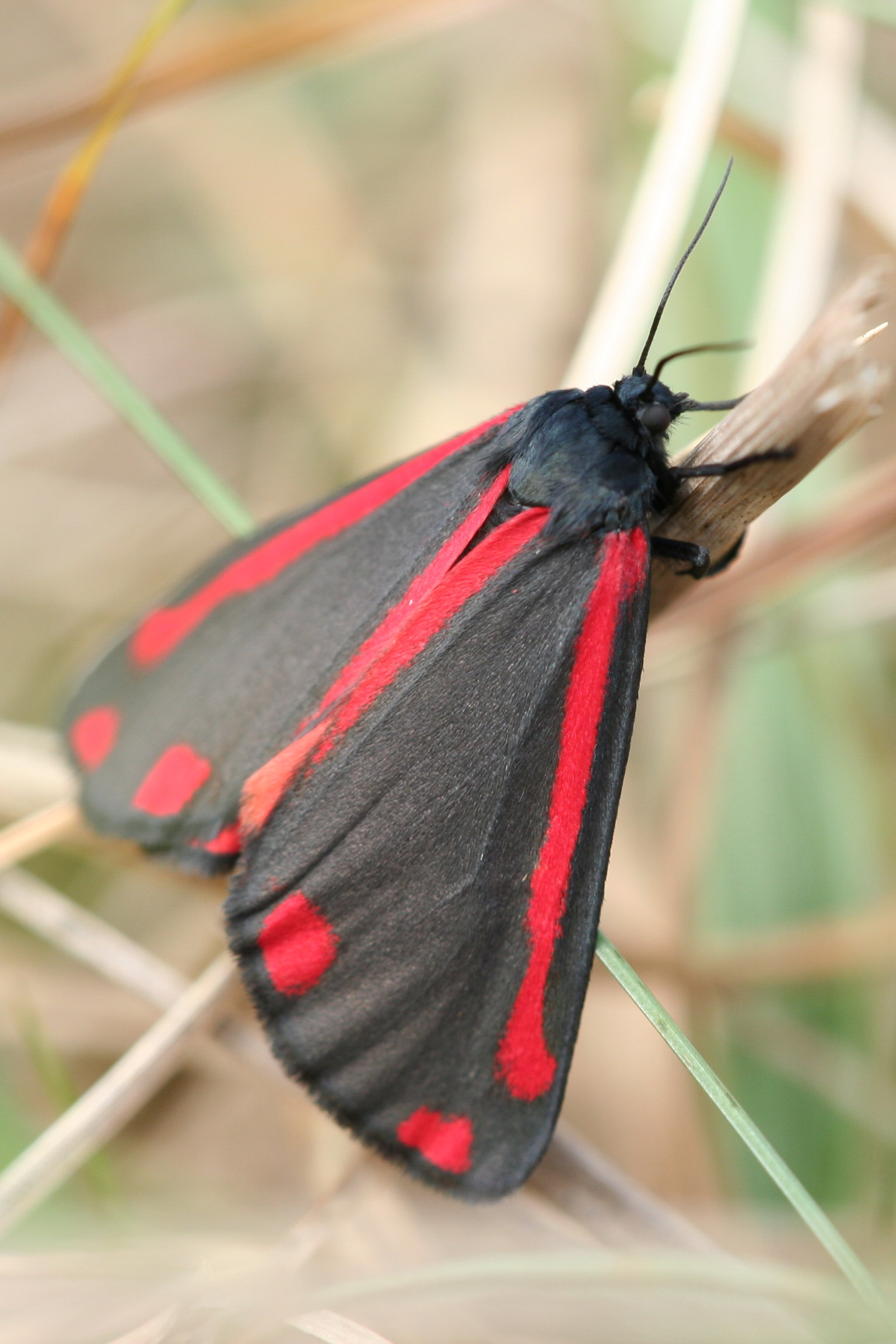
Tyria jacobaeae
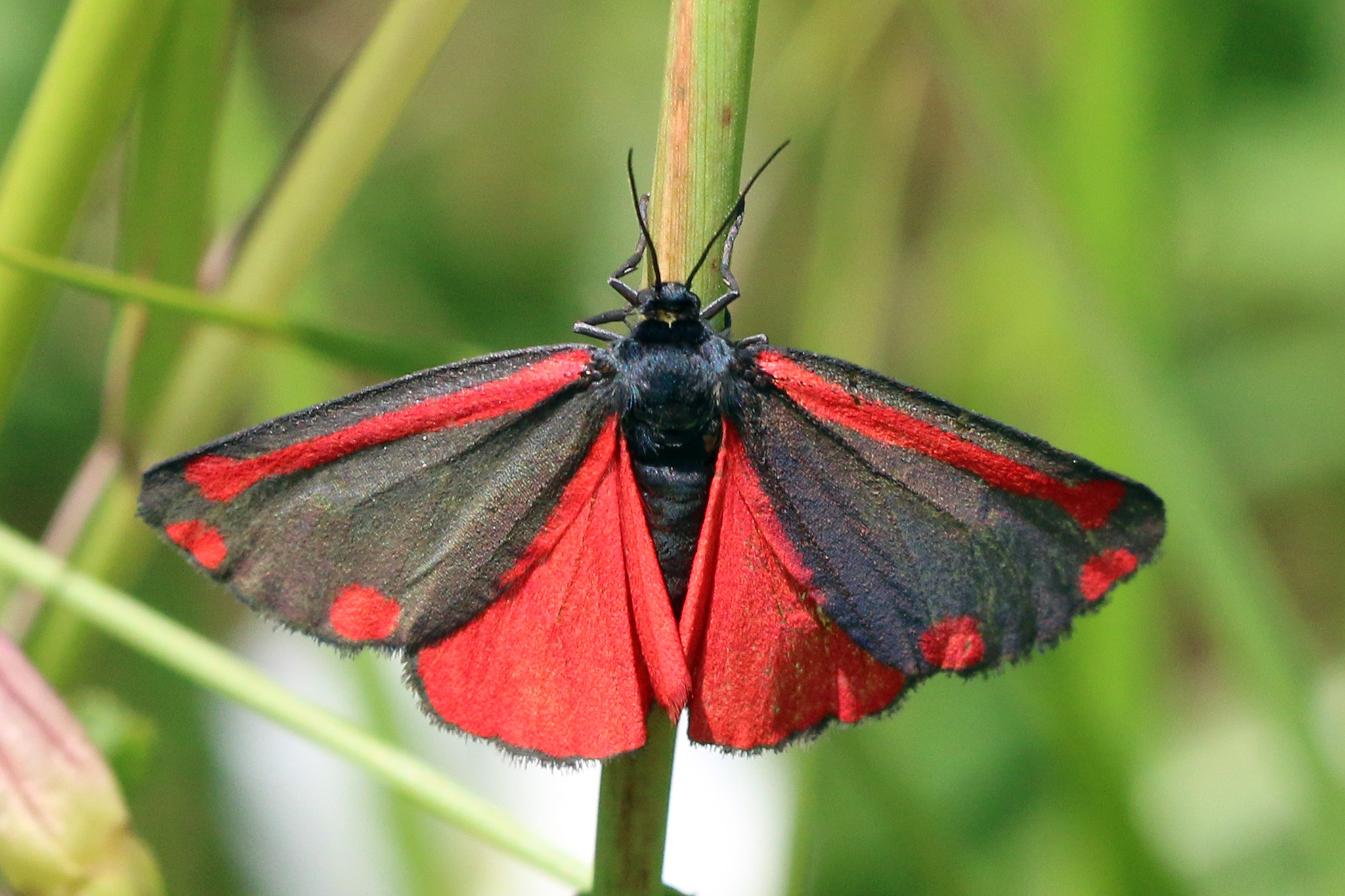
Tyria jacobaeae
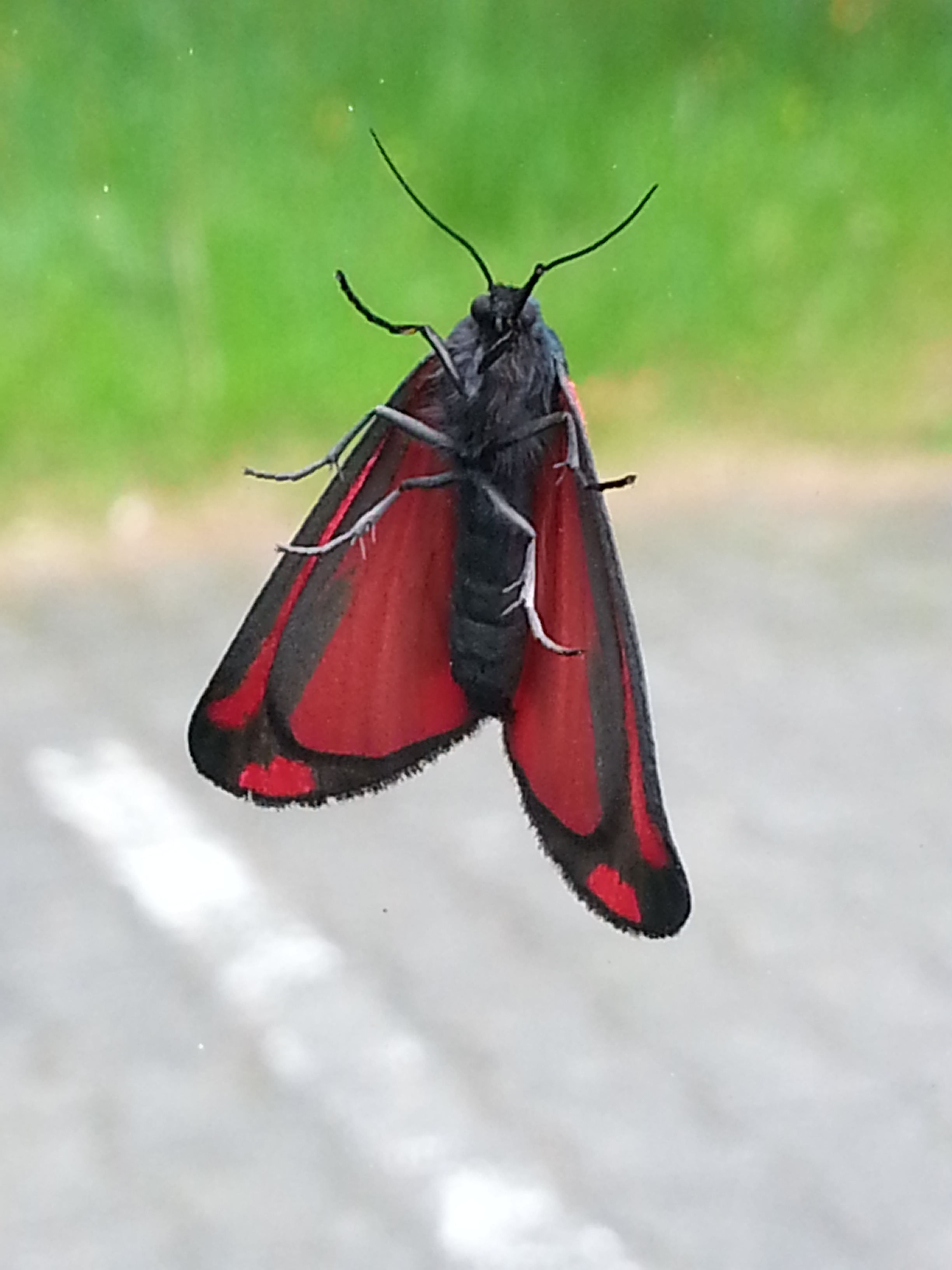
Tyria jacobaeae
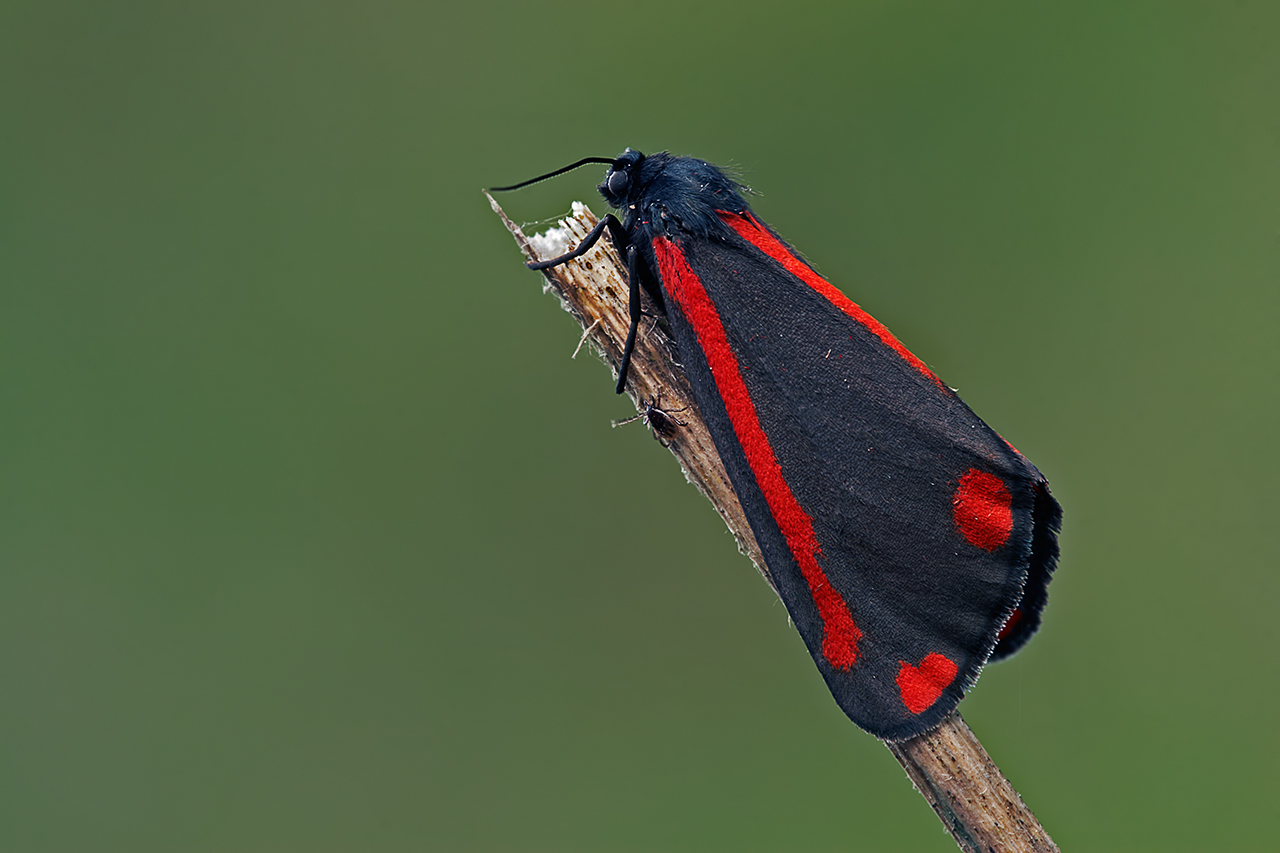
Tyria jacobaeae